# 110-я кавалерийская дивизия
110-я кавалерийская дивизия (в момент формирования: 110-я отдельная кавалерийская дивизия) — воинское соединение РККА в Великой Отечественной войне.

## История

### Формирование
Создание на территории Калмыцкой АССР 110-й и 111-й калмыцких кавалерийских дивизий было начато в соответствии с постановлением ГКО СССР № 894 от 13 ноября 1941 года «О национальных войсковых соединениях». Штатная численность каждой дивизии была определена в 4403 человека, обеспечение дивизий холодным оружием, конским составом, обмундированием, людским и конским снаряжением, сёдлами, продовольствием и фуражом было возложено на Калмыцкую АССР. Постановлениями Калмыцкого обкома ВКП(б) и Совнаркома Калмыцкой АССР от 26 ноября и 2 декабря 1941 года были определены основные организационные и хозяйственно-технические мероприятия по формированию 110-й и 111-й Калмыцких кавалерийских дивизий. Формирование 110-й дивизии было поручено Михаилу Онгульдушеву, который до декабря 1941 года был временно исполняющим обязанности командира до передачи дивизии кадровому командованию. Совнаркомом Калмыцкой АССР была утверждена смета расходов на обмундирование и содержание дивизий денежных средств в размере 16.190.600 рублей.
В начале 1942 года численность дивизии составляла 4652 человека (63 % из них являлись калмыками по национальности) и 4762 лошади.
Решением бюро Калмыцкого обкома партии и СНК Калмыцкой АССР от 13 февраля 1942 года дивизии присвоили наименование имени С. М. Будённого. 23 февраля 1942 года дивизии вручили боевое знамя.
В марте 1942 года в соответствии с директивой Ставки ВГК создаваемая 111-я калмыцкая кавалерийская дивизия была расформирована, а её личный состав, вооружение и материальная часть были переданы на доукомплектование 110-й калмыцкой кавалерийской дивизии.
К началу мая 1942 года дивизия представляла собой хорошо подготовленное соединение.

### Боевой путь
В мае 1942 года подразделения дивизии были подтянуты к Дону. В районе станицы Кутейниковская дивизия вошла в состав 17-го Кубанского кавалерийского корпуса и продолжила боевую подготовку личного состава.
В июне 1942 г. 110-я ОККД вошла в состав 51-й армии Северо-Кавказского фронта, и заняла оборону на участке фронта 58 км между станицами Багаевской и Семикаракорской. Перед дивизией была поставлена задача способствовать переправе через реку отступавших подразделений советских войск и сдерживать наступающие части противника.
Оборонительные позиции дивизии проходили в основном по левому берегу реки, на правый берег были выдвинуты передовые отряды, усиленные взводами противотанковых ружей и сапёрными взводами с подрывным имуществом. Личный состав дивизии окопался, создавая систему огневых точек, ходов сообщения и укрытий, у станиц Багаевская и Мелиховская были построены укрепления.
После того, как занимавшая оборону на соседнем участке фронта (от Семикаракорской до Константиновки) 115-я Кабардино-Балкарская кавалерийская дивизия не выдержала бомбардировок и танковой атаки, 110-я ОККД была вынуждена отступить до реки Сал и занять оборону в районе станицы Батлаевка.
В июле 110-я ОККД перешла в оперативное подчинение командования 37-й армии.
18 июля 1942 года прикрывавшие отступление подразделений РККА части 110-й ОККД вошли в соприкосновение с передовыми подразделениями наступавших немецких войск, вслед за этим начались массированные авианалёты и артиллерийский обстрел мест переправ через реку и позиций дивизии.
21 июля 1942 в 5 часов утра немецкие войска атаковали позиции дивизии с целью прорваться к реке Дон, в бою у хутора Пухляковского отличился командир расчёта противотанковых ружей Э. Т. Деликов, который уничтожил три немецких бронетранспортёра и три грузовика с пехотинцами, став первым Героем Советского Союза среди калмыков.
22 июля 1942 года штаб Южного фронта отдал приказ частям 37-й армии занять оборону по левому берегу реки Дон (на участке от Багаевской до Раздорской включительно), а 110-й ОККД отойти во второй эшелон, в резерв командования армии. Однако выполнить этот приказ не удалось — 22 июля 1942 года наступавшие войска 3-го танкового корпуса 1-й танковой армии вермахта заняли станицы Мелиховская и Раздорская на правом берегу Дона и под прикрытием ударов авиации, интенсивного артиллерийского и винтовочно-пулемётного огня начали готовить переправу на участке 110-й ОККД.
Переправу у станицы Раздорской успешно удерживали второй эскадрон 273-го полка под командованием ст. лейтенанта М. С. Джимбиева, артиллерийский взвод полковой батареи и миномётчики артиллерийского дивизиона. Немцы понесли потери, в бою отличилось артиллерийское орудие М. И. Терентьевского, уничтожившее несколько лодок с десантом и огневых точек противника, и миномётный взвод мл. лейтенанта И. Г. Ургадулова.
В районе Мелиховской на стыке 292-го и 273-го полков противник выявил слабое место в обороне, однако этот участок был усилен эскадроном 311-го полка, находившегося в резерве командира дивизии.
На правом фланге дивизии у станицы Багаевской 292-й полк успешно отразил попытку захватить мост и переправиться через реку.
Не достигнув успеха в районе станиц Багаевской, Мелиховской и Раздорской, немецкое командование приняло решение осуществить прорыв через Дон выше станицы Раздорской, но и эта попытка была отражена.
25 июля 1942 немецкие войска образовали плацдармы на левом берегу Дона в районе Константиновской и Цимлянской, на которые началась переброска танковых и моторизованных частей с целью окружения и уничтожения сил РККА, ушедших за Дон в районе южнее и юго-восточнее Ростова.
Возникла угроза окружения дивизии. В ночь с 25 на 26 июля 1942 года командование 110-й ОККД укрепило оборонительные рубежи в районе Карповки, а с утра 26 июня 1942 немецкая мотопехота и танки при поддержке артиллерии и авиации начали наступление на Карповку (где занимал оборону 292-й полк) и на хутор Ажинов (где находился штаб дивизии и занимали оборону батареи конно-артиллерийского дивизиона и сводные подразделения 110-й ОККД).
К вечеру 26 июля 1942 года по приказу командования тылы, штабы и подразделения дивизии с потерями, но организованно отступили за реку Маныч, где заняли новые оборонительные рубежи.
В боях за Дон, с 18 по 27 июля 1942, 110-я ОККД уничтожила до 4 батальонов мотопехоты, 30 танков, 55 бронемашин, 45 миномётов, 20 орудий и 38 пулемётов. Дивизия потеряла 600 человек убитыми, 700 ранеными, до 200 человек пленными и пропавшими без вести.
С 27 по 29 июля дивизия вела упорные бои на рубеже реки Маныч в районе населённых пунктов Тузлуков, Красный, Весёлый и оставила занимаемые позиции только после приказа командования 37-й армии. 110-я ОККД начала отход к Моздоку, однако в условиях полного господства в воздухе вражеской авиации оторваться от преследования противника дивизии не удалось. Основные силы дивизии держали путь на Моздок через Башанту и Ворошиловск, однако с целью снижения потерь подразделения дивизии двигались разрозненно.
В результате, меньшая часть дивизии небольшими группами отошла в район Майкопа и Астрахани (эти военнослужащие были включены в состав 28-й армии), а основные силы к середине августа 1942 года заняли оборону в Моздокском оборонительном районе (в районе станицы Вознесеновская).
5 сентября 1942 г., Военный совет Северной группы войск Закавказского фронта, возложил на 30-ю кавдивизию и 110-ю кавдивизию боевую задачу — усилить охрану только что построенной железной дороги Кизляр — Астрахань, которая соединяла Кавказ с Поволжьем и Уралом и имела стратегическое значение. Помимо 30-й и 110-й кавалерийских дивизий охрану и ремонт железнодорожной линии обеспечивала 47-я отдельная железнодорожная бригада РККА.
В оперативном отношении 110-я ОККД перешла в подчинение 44-й армии Северной группы войск Закавказского фронта. Части дивизии обеспечивали движение поездов на участке от Чёрного рынка Орджоникидзевского края до станции Зензели Калмыцкой АССР, вели бои с подразделениями мотопехоты противника, пытавшимися перерезать железнодорожное сообщение. 292-й полк сорвал попытку захвата станции Улан-Хол, которую атаковал батальон мотопехоты противника при поддержке 10 танков (в этом бою были уничтожены 100 гитлеровских солдат и офицеров, два танка и три грузовика).
Позднее, подразделения дивизии отбили ещё одну атаку на железную дорогу у станции Зензели.
После выполнения задачи по защите железнодорожной линии, дивизия была переброшена в район северо-восточнее Моздока. Совершив 500-километровый форсированный марш по пустынной безводной местности и вступив в бой с противником в районе Ага-Батыр, дивизия соединилась с частями попавшей в тяжёлое положение 30-й кавалерийской дивизии.
В течение следующих 15 дней части дивизии совместно с другими подразделениями РККА выбили противника из населённых пунктов Терекли-Мектеб, Ачикулак, Ага-Батыр, Тарский, Михайловский, Полтавский и совхоз «Моздокский».
16 сентября 1942 года на пополнение 110-й ОККД прибыла группа курсантов-калмыков из Новочеркасского кавалерийского училища.
28 сентября 1942 личный и конный состав 110-й кавдивизии (к этому времени уже практически не имевшей артиллерии и автотранспорта) был передан на доукомплектование 30-й Краснознамённой кавдивизии.
30 сентября 1942 командование Северной группы, решив сохранить 110-ю ОККД, издало приказ о её доформировании на базе оставшегося управления за счёт вновь мобилизуемого населения Орджоникидзевского края и неоккупированных улусов Калмыцкой АССР. Работы по доформированию дивизии автотранспортом и конским составом были связаны с большими трудностями, поскольку все пригодные к строевой службе лошади и автомашины уже были мобилизованы. Полученное дивизией пополнение в основном состояло из призывников 1925 года рождения и мобилизованных старших возрастов. Командование дивизией было возложено на полковника В. А. Хомутникова.
12 декабря 1942 года 110-я ОККД получила приказ перейти в оперативное подчинение командования 4-го гвардейского Кубанского казачьего кавалерийского корпуса. С 12 декабря 1942 личный состав дивизии участвовал в выполнении боевых заданий в районе населённых пунктов Ачикулак и Каясула.
1 января 1943 года войска Северной группы войск (в состав которых входила 110-я ОККД) перешли в наступление.
4 и 5 января 1943 г. части 110-й кавдивизии прорвали оборону противника на своём участке, в районе Ачикулака.
10—11 января 1943 года части дивизии несколькими комбинированными ударами разгромили оборонявшиеся части противника и захватили сильно укреплённые пункты Орловку и Прасковею, а затем овладели важным опорным пунктом обороны противника городом Будённовском (в боях 10-11 января 1943 года части дивизии уничтожили 230 военнослужащих и 12 бронемашин, захватили 43 пленных, три бронемашины, пять автомашин, оружие, снаряжение и военное имущество).
В дальнейшем части дивизии совместно с другими частями РККА с боями освободили несколько десятков населённых пунктов Орджоникидзевского края (Архангельское, Чернолесское, Благодарное, Арзгир, Гофицкое, Петровское, Винодельное, Ипатово), вели бои на территории Западного и Яшалтинского улусов Калмыцкой АССР, а затем вступили в пределы Ростовской области, где овладели населёнными пунктами Ивановка, Поливное, Развильное, Богородицкое, Средний Егорлык. Дивизия прикрывала правый фланг 4-го Кубанского кавалерийского корпуса, действовавшего в направлении на Тихорецкую.
За счёт трофеев, взятых у противника за время январского наступления, подразделения дивизии удалось довооружить стрелковым оружием и артиллерией, а также пополнить конским составом и автомашинами.

### Расформирование
В конце января 1943 года была проведена перегруппировка войск, в ходе которой было установлено, что принцип комплектования и пополнения частей по национальной принадлежности военнослужащих чрезвычайно осложняет пополнение подразделений личным составом и соблюдать его не имеется ни возможности, ни необходимости.
27 января 1943 года инспектором кавалерии РККА было принято решение о расформировании 110-й ОККД.
В начале февраля 1943 г. 110-я кавдивизия совместно с другими частями, выполнив боевой приказ, вышла на рубеж железной дороги Целина — Ростов.
18 февраля 1943 года части дивизии, занявшие Кугуты, Петровское и Константиновскую, отбили у немцев предназначенные к угону 4000 голов крупного рогатого скота и взяли значительные трофеи: подвижный железнодорожный состав (в том числе, 73 вагона с зерном, 6 железнодорожных вагонов и 4 железнодорожных цистерны), 24 автомашины, склад с гранатами, склад авиабомб, два артиллерийских орудия.
В феврале 1943 дивизия была расформирована. К моменту расформирования в ней оставалось всего 11 % калмыков. Распоряжением штаба кавалерии личный состав дивизии был передан на пополнение частей 4-го гвардейского Кубанского казачьего кавалерийского корпуса. Управление дивизии было направлено в резерв фронта.

### Оценка деятельности
Согласно докладу начальника ОББ НКВД СССР A. M. Леонтьева: «Находившаяся на фронте в районе Ростова-на-Дону 110 калмыцкая национальная кавалерийская дивизия проявила неустойчивость. В частях дивизии началось массовое дезертирство. Дезертиры группами, в некоторых случаях со своими командирами, возвращались домой и среди населения распускали всевозможные пораженческие слухи. С приближением фронта к Калмыкии местные антисоветские, националистические и бандитские элементы активизировались. Из дезертиров 110-й дивизии они создали крупные банды, которые своими действиями сорвали эвакуацию скота из Калмыкии».
При этом ряд современных историков оценивают боевой путь 110-й Отдельной Калмыцкой кавалерийской дивизии (ОККД) в положительном ключе. Первое боевое крещение 110-я ОКДД приняла в составе слабо укомплектованной 51-й армии Северо-Кавказского фронта. Несмотря на то, что она не имела боевого опыта, с честью выдержала двухнедельные кровопролитные сражения (15—27 июля 1942 г.) и выполнила боевую задачу.
110-я ОККД в кровопролитных двухнедельных сражениях потеряла безвозвратно до тысячи солдат и командиров (из них свыше 600 погибли, 200 пропали без вести: большинство утонули) и ранеными 700 человек. Общие её потери составили 37 % личного состава, то есть в среднем в сутки — 2,33 %.
Подвиг бойцов и командиров 110-й ОККД был высоко оценён командованием 37-й армии (в период боёв ей была переподчинена дивизия в оперативном отношении), в составе которой она выполняла поставленную боевую задачу. За ратные подвиги в боях трудной летней кампании 1942 г. на Южном фронте многие бойцы и командиры 110-й кавдивизии были награждены и представлены к орденам и медалям, а командир отделения ПТР сержант Э. Т. Деликов посмертно удостоен высокого звания Героя Советского Союза.
Судя по авторитетным историческим источникам, у командований указанных фронтов и Генерального штаба Красной Армии не было после летних донских и осенне-зимних сражений негативных мнений о 110-й ОККД.
В отличие от мнения командования Южного и Северо-Кавказского фронтов о боевых действиях дивизии, неопровержимого факта массового проявления героизма, в том числе сержанта дивизии Э. Т. Деликова на Дону (сообщение Совинформбюро от 30 июля 1942 г., указ Президиума Верховного Совета СССР от 31 марта 1943 г. о посмертном присвоении звания Героя Советского Союза), начальник Отдела по борьбе с бандитизмом НКВД СССР А. М. Леонтьев в докладной записке от 30 августа 1944 г. на имя зам. наркома НКВД СССР С. Н. Круглова «О результатах борьбы с бандитизмом, дезертирством и уклонением от службы в Красной Армии в СССР за 3 года войны (с 1 июля 1941 г. по 1 июля 1944 г.)» по неизвестным причинам решил, ничем не обосновав, написать, что «в районе Ростова на Дону 110-я калмыцкая национальная кавалерийская дивизия проявила неустойчивость. В частях дивизии началось массовое дезертирство».
Наибольшая трагичность заключается в том, что это соединение, доблестно сражавшееся со врагом, показавшее многократные примеры героизма и мужества, зафиксированные в архивных документах, высоко оценённое своим непосредственным командованием, в истории почему-то оказалось облепленным целым рядом разного рода мифов, искажающих или неправильно отражающих истинный ход событий.
Получили распространение мифы о том, что 110-я ОКДД в ходе уже первых боёв на Дону в июле 1942 г. «проявила неустойчивость», «ушла в банды», а то и вовсе «ушла к немцам» и вступила «в организованные немцами воинские отряды для борьбы против Красной Армии».
При этом бо́льшая часть Калмыцкого кавалерийского корпуса была сформирована уже после изгнания немцев с территории Калмыкии из угнанной оккупантами молодёжи, не призванной и не вывезенной военкоматами. На самом деле этот якобы «корпус» состоял из 20 эскадронов, сведённых в 4 дивизиона, и больше, чем на полк или бригаду, не тянул. Тем не менее, миф о «Калмыцком карательном корпусе» оказался очень живуч, несмотря на многократные разоблачения.
Как полагает ряд современных исследователей, утверждения о том, что дивизия «проявила неустойчивость», «разбежалась», «ушла в банды», «ушла к немцам» не имеют ничего общего с действительностью. 110-я Калмыцкая кавдивизия продолжала воевать и успела не только принять участие в обороне Кавказа, но и в освобождении более сотни городов и сёл Ставропольского края, Калмыкии, Ростовской области — Будённовска, Прасковеи, Петровского (ныне Светлоград), Винодельного (ныне Ипатово), Башанты (ныне Городовиковск) и других.
Расформирована 110-я Калмыцкая кавдивизия была в начале февраля 1943 г. ввиду больших потерь и фактической утраты национального состава. К тому времени в ней оставалось всего около 11 % калмыков.

## Состав[24]
- 273-й Сарпинский[11] кавалерийский полк[12]
- 292-й Малодербентовский[11] кавалерийский полк[12]
- 311-й Приволжский[11] кавалерийский полк[12] (ком.: капитан М. П. Василенко, батальонный комиссар С. И. Гаряев)
- 110-й отдельный конно-артиллерийский дивизион[12] (ком.: капитан Г. К. Дыба)
- 99-й отдельный артиллерийский парк
- 81-й отдельный полуэскадрон связи
- 110-й отдельный эскадрон химической защиты
- отдельная зенитная батарея
- 94-й медико-санитарный эскадрон
- 82-й продовольственный транспорт
- 374-й дивизионный ветеринарный лазарет
- дивизионная редакция и типография
- военная прокуратура дивизии
- военный трибунал дивизии
- особый отдел дивизии
- отдельный стрелковый взвод особого отдела дивизии
- 1925-я полевая почтовая станция
- 1028-я полевая касса Госбанка

## Командование
Командиры дивизии:
- врид М. А. Онгульдушев (декабрь 1941), лейтенант;
- Панин, Василий Петрович (январь 1942 — 18 августа 1942), полковник[12][25];
- Лисицын, Александр Иванович (15 августа — 25 августа 1942), подполковник[25];
- Хомутников, Василий Алексеевич (28 августа — 18 сентября 1942), полковник[25];
- Терентьев, Иван Васильевич (9 сентября — 30 сентября 1942), полковник[25];
- Хомутников, Василий Алексеевич (30 сентября 1942 — 28 января 1943), полковник[25].

Военные комиссары:
- Заярный, Сергей Фёдорович[25];

Начальники штаба:
- Бимбаев, Мацак Тонхеевич, майор[4][25];
- Теврюков, Илья Абрамович (27 июля 1942 — февраль 1943), майор[25].

## Отличившиеся воины дивизии
- Деликов, Эрдни Теледжиевич, сержант, командир расчёта противотанкового ружья 273-го кавалерийского полка. Указ Президиума Верховного Совета СССР от 31 марта 1943 года. Звание присвоено посмертно.

## Память
- сборник песен «Хальмг цергчирин дуд»[26]
- стенд в Центральном музее Вооружённых сил СССР (в зале, посвящённом оборонительным сражениям лета 1942 года и битве за Кавказ)[14]